# كريس كرين
كريس كرين (بالإنجليزية: Chris Crane)‏ هو لاعب كرة قدم أمريكية أمريكي، ولد في 18 أبريل 1986 في Mechanicsburg, Pennsylvania ‏ في الولايات المتحدة.